# 運西寺
運西寺（うんさいじ）は、広島県尾道市にある曹洞宗の寺院。山号は太永山（たいえいざん）。

## 概要
古くは真言宗の寺院で、戦国時代末期には臨済宗仏通寺派となっていたが荒廃が著しく、1651年(慶安4年)沼隈郡山手町（現福山市）曹洞宗三宝寺中興六世通天梵達大和尚が再建して曹洞宗の寺院となった（通天梵達大和尚は開山とされる）。1903年(明治36年)火災にあい、旧記をことごとく焼失。現本堂は1972年(昭和47年)に再建されたもの。

### 関係者
- 開山 - 通天梵達（萬治元年（1658年）寂）
- 現住職 - 坂上興道

## 所在地
広島県尾道市原田町梶山田770

## 周辺
- 榲原八幡宮
- 摩訶衍寺
- 妙皇寺
- 大法寺
- 昌源寺
- 新原田温泉ゆうじんの湯
- 尾道警察署原田警察官駐在所
- 原田郵便局
- 尾道JCT
- 福山西IC